# Mittelalterliche Bibliothekskataloge Deutschlands und der Schweiz
Die Mittelalterliche Bibliothekskataloge Deutschlands und der Schweiz sind eine von der Bayerischen Akademie der Wissenschaften getragene Quellenausgabe, in der die Texte der erhaltenen mittelalterlichen Bibliothekskataloge aus Deutschland und der Schweiz nach den historischen Diözesen geordnet wissenschaftlich herausgegeben werden.
Von 1918 bis 2009 erschienen vier Bände, die vor allem den süddeutschen Raum abdecken. Das österreichische Schwesterunternehmen Mittelalterliche Bibliothekskataloge Österreichs wurde bereits 1971 abgeschlossen.

## Bände
Bände und Ergänzungsbände sind von der Bayerischen Akademie der Wissenschaften online gestellt worden:
- Band 1: Die Bistümer Konstanz und Chur. Bearbeitet von Paul Lehmann. 1918; Nachdruck 1969. ISBN 978-3-406-00685-2 (Originalausgabe bei HathiTrust online)
- Band 2: Bistum Mainz: Erfurt. Bearbeitet von Paul Lehmann. 1928; Nachdruck 1969 ISBN 978-3-406-00686-9
- Band 3, Teil 1: Bistum Augsburg. Bearbeitet von Paul Ruf. 1932; Nachdruck 1970. ISBN 978-3-406-00687-6
- Band 3, Teil 2: Bistum Eichstätt. Bearbeitet von Paul Ruf. 1933; Nachdruck 1969. ISBN 978-3-406-00688-3
- Band 3, Teil 3: Bistum Bamberg. Bearbeitet von Paul Ruf. 1939; Nachdruck 1969. ISBN 978-3-406-00689-0
- Band 3, Teil 4: Register. 1962. ISBN 978-3-406-00690-6
- Band 4, Teil 1: Bistümer Passau und Regensburg. Bearbeitet von Christine E. Ineichen-Eder. 1977. ISBN 978-3-406-00705-7 (Rezension)
- Band 4, Teil 2: Bistum Freising. Bearbeitet von Günter Glauche. Bistum Würzburg. Bearbeitet von Hermann Knaus. Mit Beiträgen von Bernhard Bischoff und Wilhelm Stoll. 1979. ISBN 978-3-406-00883-2
- Band 4, Teil 3: Register. Bistümer Passau, Regensburg, Freising, Würzburg. Hrsg. von Helmut Gneuss. 2009. ISBN 978-3-7696-0975-2

## Ergänzende Publikationen
Als Handschriftenerbe des deutschen Mittelalters veröffentlichte Sigrid Krämer eine Zusammenstellung von aus mittelalterlichen Bibliotheken Deutschlands enthaltenen Handschriften. Als privat veröffentlichte Datenbank Bibliothecae codicum medii aevi. Handschriftenbibliotheken des europäischen Mittelalters. Versuch einer Rekonstruktion mittelalterlicher Bibliotheken in Europa nach dem heute noch vorhandenen Handschriftenbestand. Datenbank mittelalterlicher Bibliotheken und ihrer Handschriften. in Deutschland und anderen Ländern Europas. Dr. Erwin Rauner Verlag 2009–2010 wurde sie erweitert und aktualisiert. Wie schon das Handschriftenerbe zog sie allerdings erhebliche Kritik auf sich.
Als Veröffentlichungen der Kommission für die Herausgabe der mittelalterlichen Bibliothekskataloge Deutschlands und der Schweiz erschienen von Bernhard Bischoff  Katalog der festländischen Handschriften des neunten Jahrhunderts (mit Ausnahme der wisigotischen), aus dem Nachlass herausgegeben von Birgit Ebersperger (2 Bände, 1989–2004) und als Einzelveröffentlichung 1993 die von Sigrid Krämer bearbeitete Liste von Handschriftenkatalogen von Paul Oskar Kristeller: Latin Manuscript Books before 1600.